# Suribachi (Schiff)
Die USS Suribachi (AE-21) war ein im November 1956 in Dienst gestelltes Munitionsschiff der United States Navy. Sie war das Typschiff der aus insgesamt zwei Einheiten bestehenden Suribachi-Klasse und nahm unter anderem an Einsätzen im Vietnamkrieg und im Zweiten Golfkrieg teil. Im Dezember 1994 wurde die Suribachi nach 38 Dienstjahren ausgemustert und nach 15 Jahren in der Reserveflotte 2009 zum Abbruch verkauft.

## Geschichte
Die Suribachi wurde am 31. Januar 1955 in der Werft der Bethlehem Sparrows Point Shipyard auf Kiel gelegt und lief am 2. November 1955 vom Stapel. Die Indienststellung erfolgte am 17. November 1956 unter dem Kommando von Captain Brooks J. Harral. Namensgeber des Schiffes ist der Berg Suribachi.
Nach Testfahrten vor der Guantanamo Bay Naval Base nahm die Suribachi im September und Oktober 1957 an drei Übungen der NATO teil. In den nächsten Jahren folgten weltweite Einsätze des Schiffes. Von 1963 bis 1965 lag die Suribachi kurzzeitig in Reserve, ehe sie wieder in den aktiven Dienst genommen wurde.
Von Juli 1972 bis Februar 1973 war das Schiff vor der Küste von Südvietnam stationiert und versorgte dort die Schiffe der United States 7th Fleet. Zwischen diesem mehrmonatigen Einsatz fuhr die Suribachi für kurze Aufenthalte zur Subic-Bucht, nach Hongkong sowie nach Amphoe Sattahip, kehrte jedoch stets nach drei bis vier Tagen wieder nach Vietnam zurück.
Einen weiteren aktiven Kriegseinsatz erlebte das Schiff 1991 zur Versorgung von US-Kriegsschiffen mit Munition während des Zweiten Golfkriegs. Im September 1992 wurde ein Besatzungsmitglied der Suribachi verletzt, als ein Hubschrauber vom Typ Boeing-Vertol CH-46 aufgrund eines technischen Defekts am Heck des Schiffes abstürzte.
Am 2. Dezember 1994 wurde die Suribachi nach einer Dienstzeit von 38 Jahren ausgemustert und in die Reserveflotte nach Newport News überführt. Nach knapp 15 Jahren Liegezeit erfolgte im Juni 2009 der Verkauf des Schiffes zum Abbruch nach Brownsville.